# Lophodesmus perparvus
Lophodesmus perparvus är en mångfotingart som beskrevs av Pocock 1909. Lophodesmus perparvus ingår i släktet Lophodesmus och familjen fingerdubbelfotingar. Inga underarter finns listade i Catalogue of Life.